# Alice the Jail Bird
Série Alice Comedies
Alice Chops the Suey
(1925) Alice's Tin Pony
(1925)
Pour plus de détails, voir Fiche technique et Distribution.
Alice the Jail Bird est un court métrage d'animation américain muet de la série Alice Comedies sorti en 1925.

## Synopsis
Alice et Julius chevauchent une tortue et remarquant que quelqu'un a laissé une tarte aux pommes sur un rebord de fenêtre, la volent. Mais ils sont poursuivis par un agent de police qui parvient à les attraper bien qu'ils traversent un étang sur le dos de leur tortue, en camouflant son « panier à salade ». Une fois sous les barreaux, Alice et Julius réussissent à s'évader grâce à une autruche.

## Fiche technique
- Titre original : Alice the Jail Bird
- Série : Alice Comedies
- Réalisation : Walt Disney
- Animation : Ub Iwerks, Rollin Hamilton, Thurston Harper, Hugh Harman, Rudolf Ising
- Encrage et peinture : Lillian Bounds, Irene Hamilton, Hazelle Linston, Walker Harman
- Photographie : Rudolf Ising
- Montage  : Georges Winkler
- Production :  Walt Disney
- Société de production : Disney Brothers Studios
- Société de distribution : Margaret J. Winkler (1925) ; Syndicate Pictures (1930, version sonorisée)
- Pays :  États-Unis
- Format d'image : noir et blanc - 35 mm - 1,37:1 - muet
- Genre : animation et prises de vues réelles
- Durée : 7 min
- Dates de sortie : 
  - Version muette : 15 septembre 1925[1]
  - Version sonorisée : 1er novembre 1930

Source : Walt in Wonderland

## Distribution
- Margie Gay : Alice

## Commentaires
Produit le 30 juillet pour les prises de vue et du 1er au 22 août 1925 pour l'animation, le film a été livré le 29 août 1925 pour une avant-première le 1er septembre 1925 au Paramount Theater de Los Angeles. 